# Franz Heide
Franz Xaver Heide (ur. 2 czerwca 1801 w Ząbkowicach Śląskich, zm. 25 marca 1867 w Raciborzu) – proboszcz raciborski. 
Ukończył gimnazjum w Kłodzku, a następnie w 1822 roku zaczął studiować filozofię i teologię na Uniwersytecie Wrocławskim. W 1825 roku został wyświęcony na księdza i mianowany wikarym w Oleśnicy Małej. Rok później został przeniesiony do Raciborza. W latach 1826–1831 uczył hebrajskiego, greckiego i niemieckiego w Królewsko-Ewangelickim Gimnazjum w Raciborzu (dziś Zespół Szkół Ekonomicznych przy ul. Gimnazjalnej). W 1833 roku napisał pracę o dziejach opactwa cystersów w Rudach. Do 1836 roku był kuratorem kościelnym, wydawcą i redaktorem czasopisma „Eunomia”.
Po śmierci Jana Nepomucena Zolondka (zm. 24 grudnia 1836 roku) został proboszczem parafii pw. Wniebowzięcia Najświętszej Maryi Panny w Raciborzu. Pełnił także funkcję komisarza biskupiego na okręg raciborski. Otrzymał godność honorowego kanonika wrocławskiego i 16 czerwca 1852 roku doktorat honoris causa z teologii na Uniwersytecie Wrocławskim. 10 października 1848 został posłem do parlamentu frankfurckiego, zastępując zmarłego Felixa Lichnowskyego. 12 marca 1849 roku zastąpił go Cyprián Lelek. W 1857 roku król Fryderyk Wilhelm IV zaproponował mu stanowisko biskupa warmińskiego, ale Heide go nie przyjął. Był inicjatorem powstania w Raciborzu w 1862 roku klasztoru urszulanek prowadzącego renomowaną szkołę dla dziewcząt. Założył również szkołę rzemieślniczą dla chłopców. W 1849 roku został odznaczony Orderem Czerwonego Orła, a w 1866 roku nadano mu krzyż rycerski orderu domowego Hohenzollernów.
22 marca 1867 roku zachorował na zapalenie płuc. Na wieść o jego chorobie przybył do Raciborza trzy dni później biskup wrocławski Heinrich Förster. Zdążył się zobaczyć z raciborskim proboszczem kilka godzin przed jego śmiercią. Franz Heide został pochowany na nieistniejącym już dziś cmentarzu katolicko-ewangelickim przy ul. Opawskiej (obecnie park im. Miasta Roth). Na następcę Heidego na stanowisku proboszcza, wbrew pierwotnej obietnicy biskupa według której miał nim zostać Tomasz Strzybny, powołano Hermanna Schaffera.